# Doso (La Coruña)
Doso (llamada oficialmente San Lourenzo de Doso) es una parroquia española del municipio de Narón, en la provincia de La Coruña, Galicia.

## Entidades de población
Entidades de población que forman parte de la parroquia:
- Ánimas (As Ánimas)
- Braña (A Braña)
- Bustelo (O Bustelo)
- Cabrita (A Cabrita)
- Calvos (Os Calvos)
- Carballo Furado (O Carballo Furado)
- Casanova (A Casanova)
- Cerdeiras (As Cerdeiras)
- Costa (A Costa)
- Gaiba (A Gaiba)
- Llano (O Chao)
- Vidueiros (Os Bidueiros)
- Pielas
- Pouso
- Santá
- Tortos (Os Tortos)
- Vista Alegre
- Verdescal (O Verdescal)
- O Igrexario
- O Souto

## Demografía
| Gráfica de evolución demográfica de Doso entre 2000 y 2022 |
|                                                            |
| Datos según el nomenclátor publicado por el INE.           |